# Grube Eustachia
In der Grube Eustachia bei Stockheim, Kreis Düren, wurde zwischen 1854 und etwa 1870 unter Tage Braunkohle (damals „Torf“ genannt) gefördert. Gegründet wurde die Betreibergesellschaft – später Gewerkschaft – durch den Friedensrichter Doinet, den Arzt Heinrich Vonderbank und durch den Gutsbesitzer Cornelius Menzen, alle drei aus Zülpich.

## Lage
Die Anlage befand sich auf der Stockheimer Heide am Niederauer Weg, damals etwa 300 m nordwestlich der letzten Häuser von Stockheim. In der Nähe des Weges erhob sich der Förderturm, dahinter wurde die Kohle gelagert und wiederum 300 m weiter nordwestlich standen die Gebäude weiterer industrieller Unternehmungen. Das Gelände umfasste etwa zehn Morgen. Die insgesamt konzessionierte Abbaufläche betrug 21 Quadratkilometer.
Heute erinnern die Straßennamen Am Bergwerk und Am Torfberg an den früheren „Torf“-Abbau an dieser Stelle.

## Braunkohle
Die Braunkohlenförderung wurde 1854 aufgenommen. Der 34 Fuß (etwa 11 m) hohe Förderturm bestand aus Holzfachwerk, das mit Ziegelstein ausgemauert war. Darin befanden sich zwei Trommeln für die Drahtseile, an denen in dem Doppelschacht jeweils ein mit Braunkohle gefüllter Hunt heraufgezogen und ein leerer hinab gelassen wurde.
1857 wurde die Konzession zum Betrieb einer Dampfmaschine erteilt. Aufgestellt wurde eine Maschine der Firma J. Piedbœuf aus Aachen mit 8 PS und einem Überdruck von 3,5 atü. Sie sollte sowohl die Fördermaschine, als auch die Entwässerung und eine geplante Brikettpresse antreiben. Zur Befeuerung wurde Braunkohle genutzt, der Rauch zog durch einen 60 Fuß hohen freistehenden Schornstein ab.
Die Braunkohle wurde im Winter in Stollen von bis zu 30 Bergknappen abgebaut und auf den Lagerplatz befördert, wo sich im Frühjahr ein 5–6 m hoher Kohlehaufen erhob. Zur Weiterverarbeitung mussten zunächst die zahlreichen für die Klüttenherstellung unbrauchbaren Holzstückchen ausgesiebt werden. Sie wurden aber unter dem Dampfkessel und später im Ofen der Steinzeugfabrik verbrannt. Anschließend wurde die Kohle mit einer Walze zerkleinert, in einem Bottich zu einem zähen Brei verarbeitet und in kleine Eimerchen geschöpft. Diese wurden auf dem Boden gestürzt. So erhielt die Kohle die Form runder Klütten, die man trocknen und bis zum Verkauf vor der Heizsaison im Herbst aufstapeln konnte.
Um die nachteiligen Eigenschaften der Braunkohle zu minimieren, wurde in einem ersten Schritt ab 1859 der Braunkohlebrei nicht mehr wie üblich von Hand, sondern mittels einer selbst konstruierten Knetmaschine geformt. Das erhöhte die Festigkeit der Klütten durch eine Verringerung des Wassergehalts, was neben der Brennfähigkeit auch die Transportfähigkeit verbesserte. Dennoch erwies sich dieser Weg nicht als wirtschaftlich.
In einem zweiten Schritt, dessen Umsetzung Mitte der 1860er Jahre erfolgte, wurden Briketts („Braunkohle-Presssteine“) im Trockenverfahren hergestellt. Deren Wassergehalt betrug nur noch ca. 15 %, der Heizwert betrug ca. 4.500–5.000 kcal pro kg. Hierbei handelte es sich um die ersten modernen, im Rheinland produzierten Briketts. Aus diesem Grund wurde den Briketts der Grube Eustachia auf der internationalen landwirtschaftlichen Ausstellung zu Köln im Jahre 1865 die silberne Preismedaille verliehen.

## Teerdestillation und Holzkohle
Wohl wegen ihres hohen Holzanteils versuchten die Betreiber die Braunkohle auch anderweitig zu nutzen: 1861 wurde die Destillation von Teer aufgenommen. Dazu waren in einem Fachwerkgebäude vier gusseiserne Retorten in Betrieb genommen worden. Statt der Retorten ist später von einem Ofen zur Herstellung von Holzkohle in einem Ziegelsteinbau die Rede. Spätestens 1865 war dieser Ofen jedoch wieder abgebrochen. Von der Teerdestillation war schon zuvor nicht mehr die Rede gewesen.

## Steinzeug
Nun beantragten der Grubensteiger der Eustachia, Heinrich Schneider, und der Werkmeister Heinrich Oberheitmann aus Düren die Konzession zur Herstellung von Steinzeug. Jedoch wurde zunächst nur einer der beiden genehmigten Öfen gebaut (im Lichten 6 m lang, 2,5 m breit und 4 m hoch). Sein Gewölbe schloss mit dem Bodenniveau ab. Allerdings ließen sich darin statt Schmelztiegeln, Retorten und Drainröhren lediglich feuerfeste Steine brennen. Am Jahresende hatte sich zudem der verschuldete Oberheitmann ins Ausland abgesetzt. Schließlich bewirkte der Krieg von 1866 einen Absatzeinbruch. Erst 1867 wurde der zweite Ofen an den 12 m hohen Schornstein des ersten angeschlossen. Er war deutlich kleiner (im Lichten 2 m breit und tief). Zur Anlage gehörte noch ein Schuppen, in dem ein Pferd eine Steinmühle antrieb. Damit wurde das Material für die feuerfesten Steine zermahlen. Vermutlich waren die Steinzeugfabrikation und die Zeche, deren Untertagebau gegen den aufkommenden Tagebau nicht mehr konkurrenzfähig sein konnte, um 1870 nicht mehr in Betrieb.

## Konflikte
Die Anlage war zwar mit Zustimmung, aber ohne Entschädigung der Gemeinde Stockheim auf deren Grundbesitz eingerichtet worden. Erst bei den Verhandlungen um die Genehmigung der Steinzeugöfen konnten die Gemeindevertreter eine jährliche Abgabe durchsetzen. Die Teerdestillation erfolgte sogar gegen den Willen des Gemeinderates, der sich beim Erwerb eines Grundstücks durch einen von der Gewerkschaft Eustachia vorgeschobenen Ortseinwohner hintergangen fühlte. Mit der Luftverschmutzung, die von der Anlage ausging, waren mehrere Kreisbehörden, allerdings mit teilweise gegensätzlichen Positionen befasst. Der Kreisarzt stellte fest, „Braunkohlenöl, Benzin, Naphthalin usw.“ verbreiteten einen „durchdringenden, Geruchs- und Atmungsorgane unangenehm berührenden und belästigenden Geruch“. Sein Vorschlag, die Abgase in die Verfeuerung zurückzuleiten, wurde schließlich gegen den Widerstand der Betreiber durchgesetzt.